# ジョン・アンダーソン (哲学者)
ジョン・アンダーソン (John Anderson、1893年11月1日 – 1962年7月6日) とは、オーストラリアの哲学者。

## 生涯
グラスゴー大学で学ぶ。
カーディフ、グラスゴー、エディンバラ各大学で教鞭をとる。その後の1927年オーストラリアのシドニー大学哲学教授。
最初、絶対的観念論の立場に立っていた。しかし、後ウィリアム・ジェームズ、サミュエル・アレクサンダーらの新実在論から影響を受け、実在論の立場に立った。
オーストリア哲学の形成、進歩に大きな貢献を果した。 